# Too Hot to Handle (singolo)
Too Hot to Handle è un singolo del gruppo musicale inglese UFO, pubblicato nel 1977.

## Tracce
Lato A
1. Too Hot To Handle – 3:08

Lato B
1. Electric Phase – 4:24